# Wittenberge
Wittenberge è una città di 16 982 abitanti del Brandeburgo, in Germania.
Appartiene al circondario (Landkreis) del Prignitz (targa PR), di cui costituisce il centro maggiore, ma non il capoluogo.
Wittenberge si fregia del titolo di "Media città di circondario" (Mittlere kreisangehörige Stadt).

## Geografia antropica
Il territorio comunale comprende la città di Wittenberge e le frazioni (Ortsteil) di Bentwisch, Garsedow, Hinzdorf, Lindenberg, Lütjenheide, Schadebeuster e Zwischendeich.

## Società

### Evoluzione demografica
- Sviluppo della popolazione dal 1875 entro gli attuali confini (linea blu: popolazione; linea puntata: confronto dello sviluppo della popolazione dello Stato del Brandenburgo; sfondo grigio: ai tempi del governo nazista; sfondo rosso: al tempo del governo comunista)
- Sviluppo recente della popolazione (linea blu) e previsioni

| Anno | Abitanti |
| ---- | -------- |
| 1875 | 8 407    |
| 1890 | 13 294   |
| 1910 | 21 262   |
| 1925 | 26 310   |
| 1939 | 28 496   |
| 1950 | 32 166   |
| 1964 | 33 021   |

| Anno | Abitanti |
| ---- | -------- |
| 1971 | 33 704   |
| 1981 | 31 765   |
| 1985 | 30 757   |
| 1990 | 28 378   |
| 1995 | 24 890   |
| 2000 | 22 163   |
| 2005 | 19 767   |

| Anno | Abitanti |
| ---- | -------- |
| 2010 | 18 571   |
| 2015 | 17 206   |
| 2016 | 17 318   |
| 2017 | 17 201   |
| 2018 | 17 015   |
| 2019 | 16 925   |
| 2020 | 16 862   |

Fonti dei dati sono nel dettaglio nelle Wikimedia Commons.

## Amministrazione

### Gemellaggi
- Elmshorn, dal 1990[5]
- Châlons-en-Champagne, dal 1997[6]
- Razgrad, dal 2003[7]